# El Paujil
El Paujil è un comune della Colombia facente parte del dipartimento di Caquetá.
Il centro abitato venne fondato da Leoncio Narváez, Servando Zambrano, Silvestre Corrales, Pablo Calderón, Francisco Rosas, Lisímaco e José Salazar e Juan Vicente Aguirre nel 1955.